# Lex loci delicti commissi
Lex loci delicti commissi là một thuật ngữ tiếng Latinh để chỉ "luật nơi vi phạm pháp luật" trong xung đột pháp luật. Xung đột pháp luật là một nhánh của tư pháp quốc tế điều chỉnh mọi vụ việc pháp lý có sự tham gia của yếu tố "nước ngoài", trong đó các khác biệt về kết quả sẽ xảy ra phụ thuộc vào việc luật nào được áp dụng.
Thuật ngữ này thường được viết ngắn lại thành "lex loci delicti".

## Giải thích
Khi vụ việc pháp lý được đưa ra trước tòa án và mọi đặc trưng và tính chất của nó mang tính chất địa phương, thì tòa án sẽ áp dụng lex fori (luật tòa án), là luật pháp đang có hiệu lực tại khu vực đó để ra phán quyết cho vụ việc. Nhưng nếu ở đây có các yếu tố "nước ngoài", thì tòa án buộc phải xem xét hệ thống xung đột pháp luật để cân nhắc: 
- Tòa án có hay không có quyền tài phán để tiếp nhận và xem xét vụ việc (xem vấn đề lựa chọn tòa án);
- Sau đó tòa án phải nêu ra các đặc trưng của các vấn đề, nghĩa là định vị nền tảng thực tế của vụ việc vào các lớp pháp lý tương ứng của chúng; và
- Áp dụng các quy tắc của lựa chọn luật để quyết định lex causae, nghĩa là luật được áp dụng cho mỗi lớp vấn đề của vụ việc một cách tổng thể.

Lex loci delicti commissi là một trong những lựa chọn có thể của các quy tắc luật được áp dụng cho vụ việc, phát sinh ra từ cái được coi là vi phạm pháp luật. Ví dụ, giả sử một người cư trú tại Australia và một người cư trú tại Albania, trao đổi thư từ bằng thư điện tử (e-mail) và thư từ này bị coi là phỉ báng một nhóm người Kurd cư trú tại Thổ Nhĩ Kỳ. Lựa chọn tương ứng có thể của các quy tắc luật là:
- Lex loci solutionis (luật nơi thực hiện nghĩa vụ) có thể là phù hợp nhất, nhưng nó có thể là khó xác định do cả ba hệ thống luật pháp (Australia, Albania, Thổ Nhĩ Kỳ) đều có thể được áp dụng một cách bình đẳng, nghĩa là các bên tương ứng đến từ hai nước nhưng tổn hại đã không thể được chấp nhận cho đến khi nội dung của thư từ đó được công bố tại Thổ Nhĩ Kỳ;
- Luật thích hợp là luật có mối liên hệ gần gũi nhất với thực chất của viện dẫn về cái gọi là vi phạm pháp luật đã được thực hiện; và
- Lex fori có thể có các vấn đề trật tự công cộng nếu một trong các bên là trẻ vị thành niên hay nếu như ở đây có khả năng về các chế tài đa phương tham dự vào vấn đề internet toàn cầu.